# Quirás
Quirás is een plaats (freguesia) in de Portugese gemeente Vinhais en telt 225 inwoners (2001).